# Niels Nielsen (roer)
 For alternative betydninger, se Niels Nielsen. (Se også artikler, som begynder med Niels Nielsen)
Niels Johannes Nielsen (født 26. januar 1939 i København, Danmark) er en dansk tidligere roer.
Nielsen var med i den danske firer med styrmand, der deltog ved OL 1964 i Tokyo. Poul Erik Nielsen, Ole Paustian, Tom Hinsby og styrmand Bent Larsen udgjorde resten af besætningen. Danskerne sluttede på en samlet 11. plads i konkurrencen, hvor 16 både deltog.